# ラプソディー (ラッパー)
ラプソディー（Rapsody、本名: Kentrell DeSean Gaulden、1983年1月21日 - ）は、アメリカ合衆国ノースカロライナ州ノースヒル出身のラッパー、歌手、ソングライター、ヒップホップミュージシャン。
2010年のミックステープ『Return of the B-Girl』でブレイクし、2011年にデビューアルバム『The Idea of Beautiful』を発表。2017年の2作目のアルバム『Laila's Wisdom』はグラミー賞で2部門にノミネートされた。2019年には3作目のアルバム『Eve』をリリースしている。

## 来歴

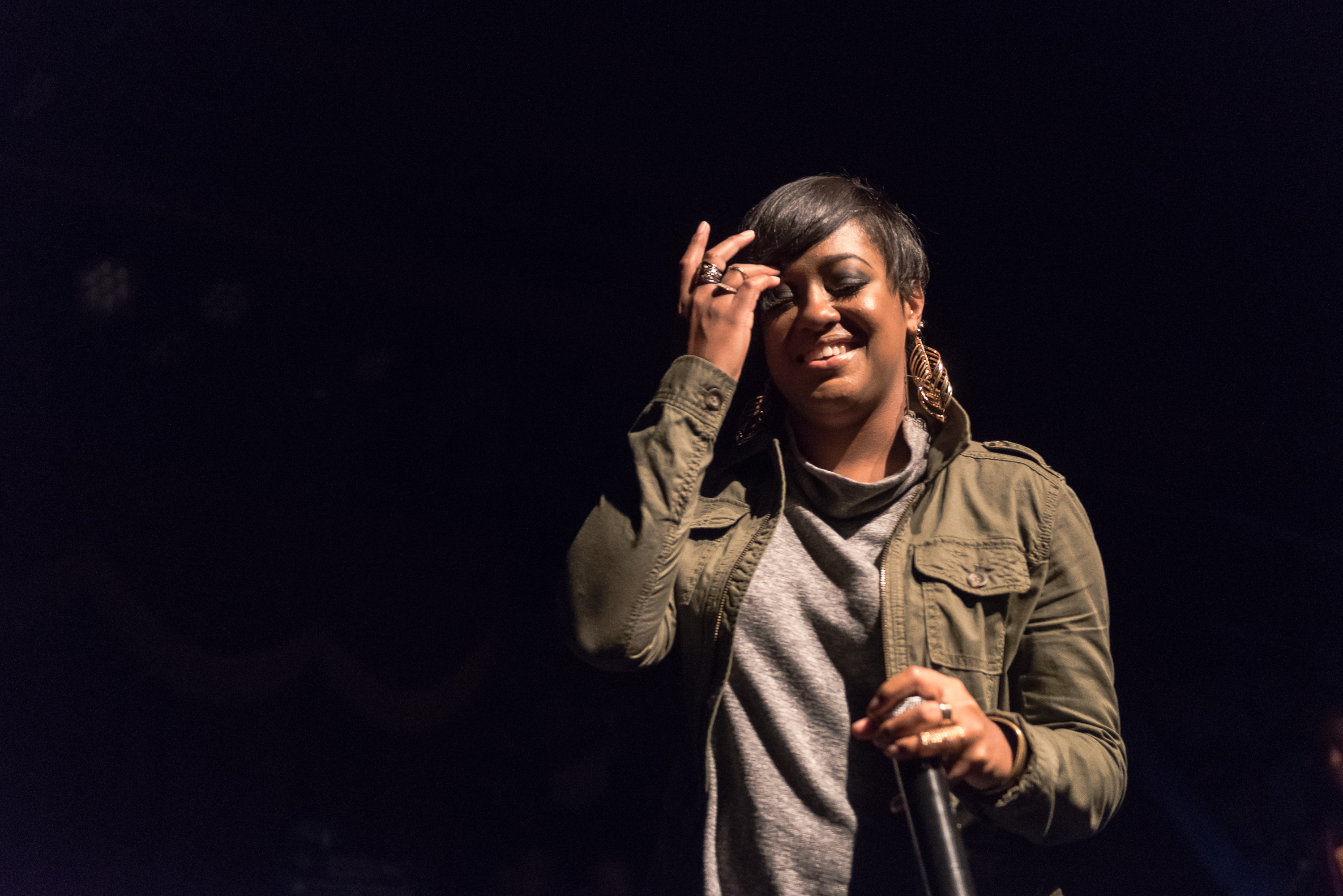
ライブでのRapsody（2015年）

ラプソディはノースカロライナ州立大学でキャリアをスタートさせ、ラップの経験がなかったにもかかわらずヒップホップ集団H2OとそのスピンオフグループであるKooley Highに参加した。
2008年に9th WonderのIt's A Wonderful World Music Groupと契約し、ソロ活動を開始。2010年12月7日にリリースされたミックステープ『Return of the B-Girl』でブレイクを果たす。
2011年11月15日にリリースされたミックステープ『For Everything』では、ケンドリック・ラマーと共演する。 
2012年8月28日、デビューアルバム『The Idea of Beautiful』をリリースする。
2016年7月にJay-ZのレコードレーベルRoc Nationと契約し、2017年9月22日に2作目のアルバム『Laila's Wisdom』をリリースした。同アルバムは第60回グラミー賞で最優秀ラップアルバム賞と最優秀ラップソング賞の2部門にノミネートされた。
2019年8月23日、3作目のスタジオアルバム『Eve』をリリースした。

## 音楽性

### 影響を受けたアーティスト
ラプソディーは影響を受けたアーティストとして、Jay-Z、Mos Def、Lauryn Hill、MC Lyteを挙げている。

## 人物
2019年、ノースカロライナ州シャーロットのボジャングルス・コロシアムで開催されたNBAオールスターセレブゲームで、ラプソディは"ホーム"ロスターとしてプレーした。試合は彼女のチームが勝利し、12分前後のプレーで1アシストを記録した。

## ディスコグラフィ
スタジオ・アルバム
- The Idea of Beautiful (2012年)
- Laila's Wisdom (2017年)
- Eve (2019年)